# Nothogeophilus turki
Nothogeophilus turki är en mångfotingart som beskrevs av Lewis, Jones och Ronald William John Keay 1988. Nothogeophilus turki ingår i släktet Nothogeophilus och familjen storjordkrypare. Inga underarter finns listade i Catalogue of Life.